# Fié
Fié är ett vattendrag i Guinea. Det ligger i den östra delen av landet, 600 km öster om huvudstaden Conakry.